# Championnat de France masculin de handball 2015-2016
Navigation
Division 1 2014-2015 Starligue 2016-2017
Le Championnat de France masculin de handball 2015-2016 est la soixante-quatrième édition de cette compétition et la vingt-neuvième édition depuis que la dénomination de Division 1 a été posée. Le championnat de Division 1 de handball est le plus haut niveau du championnat de France de ce sport.
Le Paris Saint-Germain conserve son titre en remportant pour la troisième fois la compétition. Il devance le Saint-Raphaël Var Handball et le Handball Club de Nantes qui réalisent à cette occasion le meilleur classement de leurs histoires. Quant au Montpellier Handball, il termine à la quatrième place mais a remporté la coupe de la Ligue et la coupe de France.
En bas du classement, le promu Chartres MHB28 est relégué en Division 2 en compagnie du Tremblay-en-France Handball après 11 saisons en D1.

## Modalités

### Clubs participants
Quatorze clubs participent à cette édition de la compétition, les douze premiers du précédent championnat ainsi que le champion de France de ProD2 2014-2015 (US Ivry) et le vainqueur des barrages d'accession en division 1 (Chartres MHB28).
Lors de cette saison, cinq clubs représentent la France dans les deux principales coupes européennes. Paris et Montpellier, respectivement champion et vice-champion en titre, sont qualifiés en Ligue des champions. Saint-Raphaël, HBC Nantes et Chambéry, respectivement troisième, vainqueur de la Coupe de la Ligue la saison précédente et quatrième du championnat, participent à la Coupe de l'EHF.
| \| Aix-en-P. Nîmes Chambéry Montpellier Dunkerque Saint- · Raphaël Nantes Cesson-Sévigné Chartres Toulouse Paris Ivry Tremblay-en-F. Créteil \| Localisation des clubs engagés dans le championnat. En rouge, le champion. |
| Aix-en-P. Nîmes Chambéry Montpellier Dunkerque Saint- · Raphaël Nantes Cesson-Sévigné Chartres Toulouse Paris Ivry Tremblay-en-F. Créteil                                                                                  |

Légende des couleurs
- Phase de groupes de la Ligue des champions 2015-2016
- Qualifié pour la Coupe de l'EHF masculine 2015-2016
- Promu de Pro D2 2014-2015

| Club                             | Classement 2014-2015 | Entraîneur                                          | Salle                                                          | Capacité théorique | Saisons en D1 |
| -------------------------------- | -------------------- | --------------------------------------------------- | -------------------------------------------------------------- | ------------------ | ------------- |
| Paris Saint-Germain Handball     | 1                    | / Zvonimir Serdarušić                               | Stade Pierre-de-Coubertin Halle Georges-Carpentier             | 4 016 4 272        | 28e           |
| Montpellier Handball             | 2                    | Patrice Canayer                                     | Palais des sports René-Bougnol Park&Suites Arena               | 3 000 8 500        | 21e           |
| Saint-Raphaël Var Handball       | 3                    | Joël Da Silva                                       | Palais des sports Jean-François-Krakowski                      | 2 000              | 10e           |
| Chambéry Savoie Handball         | 4                    | Ivica Obrvan                                        | Le Phare                                                       | 4 500              | 22e           |
| Dunkerque HGL                    | 5                    | Patrick Cazal                                       | Salle Dewerdt                                                  | 2 500              | 25e           |
| Handball Club de Nantes          | 6                    | Thierry Anti                                        | Salle de la Trocardière                                        | 4 000              | 8e            |
| Cesson Rennes Métropole Handball | 7                    | Yérime Sylla                                        | Palais des sports de la Valette Parc des expositions de Rennes | 1 400 5 500        | 7e            |
| USAM Nîmes Gard                  | 8                    | Franck Maurice                                      | Le Parnasse                                                    | 4 191              | 29e           |
| Union sportive de Créteil        | 9                    | Christophe Mazel                                    | Palais des sports Robert-Oubron                                | 2 398              | 29e           |
| Fenix Toulouse Handball          | 10                   | Philippe Gardent                                    | Palais des sports André-Brouat                                 | 3 751              | 20e           |
| Tremblay-en-France Handball      | 11                   | David Christmann                                    | Palais des sports                                              | 1 020              | 11e           |
| Pays d'Aix UCH                   | 12                   | Marc Wiltberger Didier de Samie & Jérôme Fernandez  | Complexe du Val de l'Arc                                       | 1 200              | 4e            |
| Union sportive d'Ivry            | 1 (D2)               | Rastko Stefanović                                   | Gymnase Auguste-Delaune                                        | 1 500              | 58e           |
| Chartres Métropole Handball 28   | 2 (D2)               | Pascal Mahé Jérôme Delarue (intérim) Jérémy Roussel | Halle Jean-Cochet                                              | 1 200              | 1re           |

### Qualifications européennes
Conformément au règlement de la Fédération européenne de handball (EHF), les modalités de qualification pour la saison 2015/2016 sont les suivantes :
- Le champion de France 2015/2016 est qualifié en Ligue des champions,
- Le vice-champion de France 2015/2016 est qualifié en Coupe de l'EHF masculine 2016-2017,
- Les vainqueurs des éditions 2015/2016 de la Coupe de la Ligue et de la Coupe de France sont qualifiés en Coupe de l'EHF. Si le vainqueur d’une de ces deux coupe est déjà qualifié via le championnat, cette place qualificative est réattribuée selon le classement du championnat.

Les 3 clubs qualifiés pour la Coupe de l'EHF ont la possibilité de déposer un dossier auprès de l'EHF pour obtenir une place en Ligue des champions, l'EHF statuera lors d'un comité exécutif sur la qualification de ces équipes pour cette dernière.

### Transferts
Le tableau ci-dessous regroupe les mouvements du mercato ayant eu lieu à l'intersaison.

## Budgets et salaires
Confirmant une tendance qui dure depuis plus de dix ans avec une augmentation de +227 % depuis 2004 et la création de la LNH, le budget 2015-2016 des clubs progresse en moyenne de 5,2 %, même si cette augmentation moyenne est affectée par le budget du Paris Saint-Germain qui atteint 16,55 M€ cette saison. Ainsi, le budget médian, plus significatif car non affecté par l’écart entre le PSG et ses poursuivants, s’établit quant à lui à 3,66 M€ et reste identique à celui de la saison précédente. Chartres MHB 28 pour sa toute première année parmi l'élite s'offre les moyens de réussir avec près de 3 M€, soit le 11e budget.
Cette saison il y a 218 joueurs professionnels (contre 208 en 2014-15) et le salaire médian, en augmentation comme les budgets, passe de 4 821 € à 5 453 €.
Le budget et la masse salariale de chacun des clubs est ainsi de:
| Clubs                | Budget 2015-16 (en millions d'€) | Évolution       | Évolution | Budget 2014-15 (en millions d'€) | Masse salariale 2015-16 (en millions d'€) | Part de la masse salariale sur le budget |
| -------------------- | -------------------------------- | --------------- | --------- | -------------------------------- | ----------------------------------------- | ---------------------------------------- |
| Paris Saint-Germain  | 16,55                            | en augmentation | +12,1 %   | 14,76                            | 5,232                                     | 31,6 %                                   |
| Montpellier Handball | 07,49                            | en augmentation | +01,1 %   | 07,41                            | 1,605                                     | 21,4 %                                   |
| HBC Nantes           | 04,55                            | en augmentation | +07,6 %   | 04,23                            | 1,145                                     | 25,2 %                                   |
| Dunkerque HGL        | 04,18                            | en diminution   | -07,7 %   | 04,53                            | 1,432                                     | 34,3 %                                   |
| Pays d'Aix UCH       | 04,06                            | en augmentation | +11,8 %   | 03,63                            | 0,930                                     | 22,9 %                                   |
| Chambéry SH          | 03,83                            | en diminution   | -01,5 %   | 03,89                            | 1,112                                     | 29,0 %                                   |
| Saint Raphaël VHB    | 03,72                            | en augmentation | +03,6 %   | 03,59                            | 1,449                                     | 38,9 %                                   |
| Fenix Toulouse       | 03,60                            | en augmentation | +19,2 %   | 03,02                            | 1,278                                     | 35,5 %                                   |
| Tremblay-en-France   | 03,46                            | en diminution   | -13,3 %   | 03,99                            | 1,124                                     | 32,5 %                                   |
| US Créteil           | 03,32                            | en diminution   | -00,3 %   | 03,33                            | 1,145                                     | 34,5 %                                   |
| Chartres MHB 28 (P)  | 02,90                            | en augmentation | +31,8 %   | 02,20                            | 1,180                                     | 40,7 %                                   |
| US Ivry (P)          | 02,73                            | en augmentation | +09,2 %   | 02,50                            | 0,830                                     | 30,4 %                                   |
| USAM Nîmes           | 02,73                            | en augmentation | +04,2 %   | 02,65                            | 0,975                                     | 35,7 %                                   |
| Cesson Rennes MHB    | 02,04                            | en augmentation | +01,0 %   | 02,02                            | 0,640                                     | 31,4 %                                   |
| Budget moyen         | 04,65                            | en augmentation | +05,2 %   | 04,43                            | -                                         | -                                        |

## Compétition

### Classement final
|    | Équipe                        | Pts | J  | G  | N | P  | Bp  | Bc  | Diff |
| -- | ----------------------------- | --- | -- | -- | - | -- | --- | --- | ---- |
| 1  | Paris Saint-Germain (T) (C)   | 46  | 26 | 23 | 0 | 3  | 883 | 739 | 144  |
| 2  | Saint-Raphaël VHB             | 36  | 26 | 16 | 4 | 6  | 749 | 713 | 36   |
| 3  | HBC Nantes                    | 34  | 26 | 16 | 2 | 8  | 769 | 681 | 88   |
| 4  | Montpellier Handball (L, F) * | 32  | 26 | 15 | 3 | 8  | 758 | 721 | 37   |
| 5  | Chambéry SH                   | 31  | 26 | 14 | 3 | 9  | 730 | 690 | 40   |
| 6  | US Créteil                    | 28  | 26 | 11 | 6 | 9  | 786 | 787 | -1   |
| 7  | Dunkerque HGL                 | 26  | 26 | 11 | 4 | 11 | 681 | 687 | -6   |
| 8  | Cesson Rennes MHB             | 25  | 26 | 10 | 5 | 11 | 681 | 717 | -36  |
| 9  | Fenix Toulouse                | 24  | 26 | 10 | 4 | 12 | 762 | 743 | 19   |
| 10 | USAM Nîmes Gard               | 22  | 26 | 9  | 4 | 13 | 767 | 779 | -12  |
| 11 | US Ivry (P)                   | 19  | 26 | 8  | 3 | 15 | 697 | 765 | -68  |
| 12 | Pays d'Aix UCH                | 17  | 26 | 6  | 5 | 15 | 734 | 779 | -45  |
| 13 | Chartres MHB 28 (P)           | 12  | 26 | 5  | 2 | 19 | 674 | 784 | -110 |
| 14 | Tremblay-en-France Handball   | 11  | 26 | 5  | 1 | 20 | 725 | 811 | -86  |

|     | Champion de France et qualification pour la Ligue des champions |
|     | Qualification sur dossier pour la Ligue des champions           |
|     | Qualification pour la Coupe de l'EHF                            |
|     | Qualification sur dossier pour la Coupe de l'EHF                |
|     | Relégation en Division 2                                        |
| (T) | Tenant du titre 2015                                            |
| (P) | Promu 2015                                                      |
| (C) | Vainqueur du Trophée des Champions 2015                         |
| (L) | Vainqueur de la Coupe de la Ligue 2015-2016                     |
| (F) | Vainqueur de la Coupe de France 2015-2016                       |

* Compte tenu de l’avis du conciliateur du CNOSF de s'en tenir à la décision du jury d’appel de la FFHB en date du 8 février 2016, la rencontre Montpellier – Nantes du 11 novembre 2015 est déclarée perdue par pénalité par le club de Montpellier. En conséquence, le score pris en compte est de 0-20 en faveur du HBC Nantes et le club de Montpellier se voit infliger 1 point de pénalité au classement général.

### Évolution du classement
- Leader du classement

| MHB | Paris SG | Paris SG | Paris SG | Paris SG | Paris SG | Paris SG | Paris SG | Paris SG | Paris SG | Paris SG | Paris SG | Paris SG | Paris SG | Paris SG | Paris SG | Paris SG | Paris SG | Paris SG | Paris SG | Paris SG | Paris SG | Paris SG | Paris SG | Paris SG | Paris SG |
|     |          |          |          |          |          |          |          |          |          |          |          |          |          |          |          |          |          |          |          |          |          |          |          |          |          |
| 01  | 02       | 03       | 04       | 05       | 06       | 07       | 08       | 09       | 10       | 11       | 12       | 13       | 14       | 15       | 16       | 17       | 18       | 19       | 20       | 21       | 22       | 23       | 24       | 25       | 26       |

- Journée par journée

| Club                 | 1  | 2  | 3  | 4  | 5  | 6  | 7  | 8  | 9  | 10 | 11 | 12 | 13 | 14 | 15 | 16 | 17 | 18 | 19 | 20 | 21 | 22 | 23 | 24 | 25 | 26 |
| -------------------- | -- | -- | -- | -- | -- | -- | -- | -- | -- | -- | -- | -- | -- | -- | -- | -- | -- | -- | -- | -- | -- | -- | -- | -- | -- | -- |
| Pays d'Aix           | 7  | 7  | 12 | 7  | 8  | 12 | 11 | 12 | 12 | 11 | 10 | 10 | 11 | 11 | 11 | 12 | 12 | 11 | 11 | 11 | 11 | 11 | 12 | 12 | 12 | 12 |
| Cesson Rennes MHB    | 4  | 3  | 5  | 5  | 4  | 3  | 2  | 4  | 4  | 6  | 4  | 7  | 7  | 7  | 9  | 6  | 8  | 10 | 10 | 9  | 8  | 7  | 8  | 8  | 9  |    |
| Chambéry SH          | 8  | 11 | 6  | 8  | 10 | 8  | 7  | 6  | 5  | 7  | 5  | 6  | 5  | 6  | 6  | 4  | 4  | 5  | 5  | 5  | 5  | 5  | 5  | 5  | 5  |    |
| Chartres MHB28       | 14 | 14 | 14 | 14 | 14 | 14 | 14 | 14 | 14 | 14 | 14 | 14 | 14 | 14 | 14 | 14 | 14 | 14 | 14 | 14 | 14 | 13 | 13 | 13 | 13 | 13 |
| US Créteil           | 9  | 12 | 8  | 6  | 6  | 5  | 6  | 5  | 6  | 4  | 8  | 4  | 6  | 4  | 3  | 7  | 7  | 7  | 6  | 7  | 6  | 8  | 6  | 6  | 6  |    |
| Dunkerque HGL        | 12 | 6  | 13 | 13 | 7  | 7  | 10 | 9  | 9  | 9  | 9  | 9  | 9  | 8  | 8  | 5  | 5  | 6  | 7  | 6  | 7  | 6  | 7  | 7  | 7  |    |
| US Ivry              | 5  | 9  | 10 | 11 | 9  | 11 | 12 | 11 | 10 | 10 | 12 | 12 | 12 | 12 | 12 | 11 | 11 | 12 | 12 | 12 | 12 | 12 | 11 | 11 | 11 | 11 |
| Montpellier Handball | 1  | 5  | 2  | 2  | 2  | 2  | 3  | 2  | 3  | 2  | 2  | 3  | 3  | 3  | 5  | 8  | 6  | 4  | 4  | 4  | 4  | 4  | 4  | 4  | 4  |    |
| HBC Nantes           | 6  | 4  | 7  | 10 | 12 | 10 | 9  | 8  | 8  | 8  | 6  | 8  | 8  | 10 | 4  | 3  | 3  | 3  | 3  | 3  | 3  | 3  | 3  | 3  | 3  |    |
| USAM Nîmes Gard      | 13 | 8  | 3  | 4  | 5  | 6  | 5  | 7  | 7  | 5  | 7  | 5  | 4  | 5  | 7  | 9  | 10 | 9  | 9  | 10 | 10 | 9  | 10 | 10 | 10 |    |
| Paris Saint-Germain  | 2  | 1  | 1  | 1  | 1  | 1  | 1  | 1  | 1  | 1  | 1  | 1  | 1  | 1  | 1  | 1  | 1  | 1  | 1  | 1  | 1  | 1  | 1  | 1  | 1  | 1  |
| Saint-Raphaël VHB    | 3  | 2  | 4  | 3  | 3  | 4  | 4  | 3  | 2  | 3  | 3  | 2  | 2  | 2  | 2  | 2  | 2  | 2  | 2  | 2  | 2  | 2  | 2  | 2  | 2  | 2  |
| Fenix Toulouse       | 11 | 10 | 9  | 9  | 11 | 9  | 8  | 10 | 11 | 12 | 11 | 11 | 10 | 9  | 8  | 10 | 9  | 8  | 8  | 8  | 9  | 10 | 9  | 9  | 8  |    |
| Tremblay-en-France   | 10 | 13 | 11 | 12 | 13 | 13 | 13 | 13 | 13 | 13 | 13 | 13 | 13 | 13 | 13 | 13 | 13 | 13 | 13 | 13 | 13 | 14 | 14 | 14 | 14 | 14 |

Légende :  : leader (1re place) —  : qualification européenne (2e place) —  : places de relégable (13e et 14e place)

## Statistiques et récompenses

### Élection du joueur du mois
Chaque mois, l'Association des joueurs professionnels de handball (AJPH) désigne trois joueurs parmi lesquels les internautes élisent le meilleur du mois en championnat :
| Mois      | Joueur                                                  | Autres nommés                                           | Autres nommés                                           |
| --------- | ------------------------------------------------------- | ------------------------------------------------------- | ------------------------------------------------------- |
| Septembre | Jure Dolenec (49 %, Montpellier Handball)               | Snorri Steinn Guðjónsson (29 %, USAM Nîmes)             | Mikkel Hansen (22 %, Paris Saint-Germain)               |
| Octobre   | Vincent Gérard (50 %, Montpellier Handball)             | Mate Šunjić (33 %, US Créteil)                          | Thierry Omeyer (17 %, Paris Saint-Germain)              |
| Novembre  | Matías Schulz (39 %, HBC Nantes)                        | Aymeric Minne (36 %, Pays d'Aix UCH)                    | Miha Žvižej (25 %, Fenix Toulouse)                      |
| Décembre  | Nedim Remili (36 %, US Créteil)                         | Thierry Omeyer (33 %, Paris Saint-Germain)              | Nemanja Ilić (31 %, Fenix Toulouse)                     |
| Janvier   | Trêve internationale pour le Championnat du monde 2015. | Trêve internationale pour le Championnat du monde 2015. | Trêve internationale pour le Championnat du monde 2015. |
| Février   | Grégoire Detrez (51 %, Chambéry SH)                     | Alexander Lynggaard (24 %, Saint-Raphaël VHB)           | Mikkel Hansen (24 %, Paris Saint-Germain)               |
| Mars      | Valero Rivera (55 %, HBC Nantes)                        | Hugo Descat (28 %, US Créteil)                          | Thierry Omeyer (24 %, Paris Saint-Germain)              |
| Avril     | Kévin Bonnefoi (53 %, Cesson Rennes)                    | Vincent Gérard (33 %, Montpellier Handball)             | Mikkel Hansen (14 %, Paris Saint-Germain)               |

### Meilleurs handballeurs de l'année
Le 3 juin 2016, les Trophées LNH 2016 ont été décernés. Un jury d'experts (journalistes, représentants du syndicat des entraîneurs, des joueurs, de la FFHB) s'est réuni pour désigner trois nommés dans chaque catégorie (hormis pour la catégorie espoir) et a dévoilé la liste des nommés le 12 mai. Les votes se sont déroulés sur tropheeslnh.com du 16 au 26 mai et ont été partagés entre l'ensemble des joueurs de LNH (35 % du vote), des entraîneurs (35 %), des représentants de la presse régionale (15 %) et les internautes (15 %). Les lauréats sont, :
| Catégorie               | Joueur                                             | Catégorie               | Joueur                                          |
| Meilleur joueur         | Mikkel Hansen (Paris Saint-Germain, 31,1 %)        | Meilleur joueur (suite) | Valero Rivera (HBC Nantes, 9,5 %)               |
| Meilleur joueur         | Nikola Karabatic (Paris Saint-Germain, 20,9 %)     | Meilleur joueur (suite) | Autres joueurs, 38,5 %                          |
| Meilleur gardien de but | Kévin Bonnefoi (Cesson Rennes MHB, 36,5 %)         | Meilleur défenseur      | Ludovic Fabregas (Montpellier Handball, 56,3 %) |
| Meilleur gardien de but | Thierry Omeyer (Paris Saint-Germain, 34,2 %)       | Meilleur défenseur      | Mathieu Bataille (US Ivry 26,8 %)               |
| Meilleur gardien de but | Yann Genty (Chambéry SH, 29,3 %)                   | Meilleur défenseur      | Mickaël Grocaut (Dunkerque HGL, 16,8 %)         |
| Meilleur ailier gauche  | Valero Rivera (HBC Nantes, 49,2 %)                 | Meilleur ailier droit   | Luc Abalo (Paris Saint-Germain, 39,0 %)         |
| Meilleur ailier gauche  | Raphaël Caucheteux (Saint-Raphaël VHB, 27,9 %)     | Meilleur ailier droit   | Dragan Gajić (Montpellier Handball, 38,7 %)     |
| Meilleur ailier gauche  | Michaël Guigou (Montpellier Handball, 22,9 %)      | Meilleur ailier droit   | Sylvain Kieffer (Chartres MHB 28, 22,2 %)       |
| Meilleur arrière gauche | Mikkel Hansen (Paris Saint-Germain, 82,6 %)        | Meilleur arrière droit  | Nedim Remili (US Créteil, 49,0 %)               |
| Meilleur arrière gauche | Timothey N'Guessan (Chambéry SH, 13,8 %)           | Meilleur arrière droit  | Jure Dolenec (Montpellier Handball, 31,4 %)     |
| Meilleur arrière gauche | Jérôme Fernandez (Fenix Toulouse, 3,6 %)           | Meilleur arrière droit  | Valentin Porte (Fenix Toulouse, 19,6 %)         |
| Meilleur demi-centre    | Nikola Karabatic (Paris Saint-Germain, 60,1 %)     | Meilleur pivot          | Mathieu Lanfranchi (Cesson Rennes MHB, 38,1 %)  |
| Meilleur demi-centre    | Snorri Steinn Guðjónsson (USAM Nîmes Gard, 22,2 %) | Meilleur pivot          | Alexander Lynggaard (Saint-Raphaël VHB, 33,0 %) |
| Meilleur demi-centre    | Daniel Narcisse (Paris Saint-Germain, 17,6 %)      | Meilleur pivot          | Miha Žvižej (Fenix Toulouse, 28,9 %)            |
| Meilleur espoir         | Nedim Remili (US Créteil, 32,0 %)                  | Meilleur entraîneur     | Joël da Silva (Saint-Raphaël VHB, 49 %)         |
| Meilleur espoir         | Melvyn Richardson (Chambéry SH, 31,8 %)            | Meilleur entraîneur     | Zvonimir Serdarušić (Paris Saint-Germain)       |
| Meilleur espoir         | Ludovic Fabregas (Montpellier Handball, 14,5 %)    | Meilleur entraîneur     | Yérime Sylla (Cesson Rennes MHB)                |
| Meilleur espoir         | Steven George (USAM Nîmes Gard, 11,3 %)            | Meilleur entraîneur     | -                                               |
| Meilleur espoir         | Dika Mem (Tremblay-en-France, 10,4 %)              | Meilleur entraîneur     | -                                               |

En Pro D2, Pierrick Naudin (Dijon BHB) et Fabien Courtial (USM Saran) sont élus respectivement meilleur joueur et meilleur entraîneur. Les autres nommés étaient Matthieu Drouhin (USM Saran) et Jef Lettens (USM Saran) pour les joueurs et Benjamin Braux (Massy EHB) et Christian Gaudin (Sélestat AHB) pour les entraîneurs.

### Meilleurs buteurs

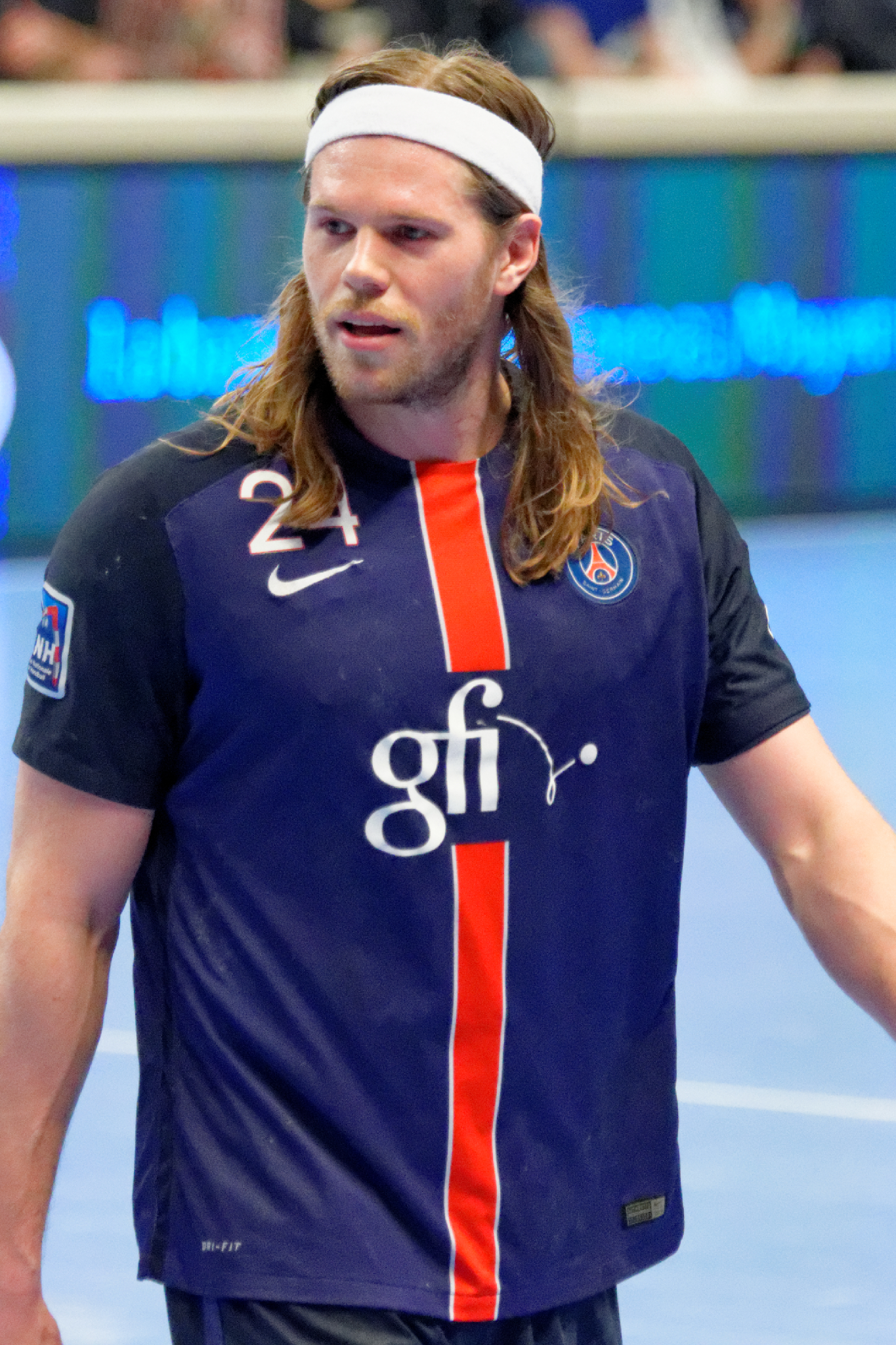
Mikkel Hansen est le meilleur joueur et le meilleur buteur de la saison.

À l'issue de la saison, les meilleurs buteurs de la saison sont :
| #  | Joueur                   | Club                        | Buts / Tirs | % Tir  | MJ | BPM  | 7m        |
| -- | ------------------------ | --------------------------- | ----------- | ------ | -- | ---- | --------- |
| 1  | Mikkel Hansen            | Paris Saint-Germain         | 228 / 323   | 70,6 % | 25 | 9,12 | 111 / 124 |
| 2  | Valero Rivera            | HBC Nantes                  | 184 / 245   | 75,1 % | 25 | 7,36 | 90 / 108  |
| 3  | Nemanja Ilić             | Fenix Toulouse              | 155 / 223   | 69,5 % | 24 | 6,46 | 67 / 80   |
| 4  | Raphaël Caucheteux       | Saint-Raphaël VHB           | 149 / 214   | 69,6 % | 26 | 5,73 | 36 / 58   |
| 5  | Snorri Steinn Guðjónsson | USAM Nîmes Gard             | 136 / 242   | 56,2 % | 20 | 6,80 | 37 / 50   |
| 6  | Dragan Gajić             | Montpellier Handball        | 130 / 177   | 73,5 % | 22 | 5,91 | 37 / 50   |
| 7  | Nedim Remili             | US Créteil                  | 128 / 231   | 55,4 % | 23 | 5,57 | 1 / 2     |
| 8  | Arnaud Bingo             | Tremblay-en-France Handball | 127 / 201   | 63,2 % | 26 | 4,88 | 20 / 26   |
| 9  | Vasko Ševaljević         | Fenix Toulouse Handball     | 126 / 218   | 57,8 % | 26 | 4,85 | 16 / 20   |
| 10 | Timothey N'Guessan       | Chambéry SH                 | 124 / 229   | 54,2 % | 25 | 4,96 | 0 / 0     |

### Meilleurs gardiens de but

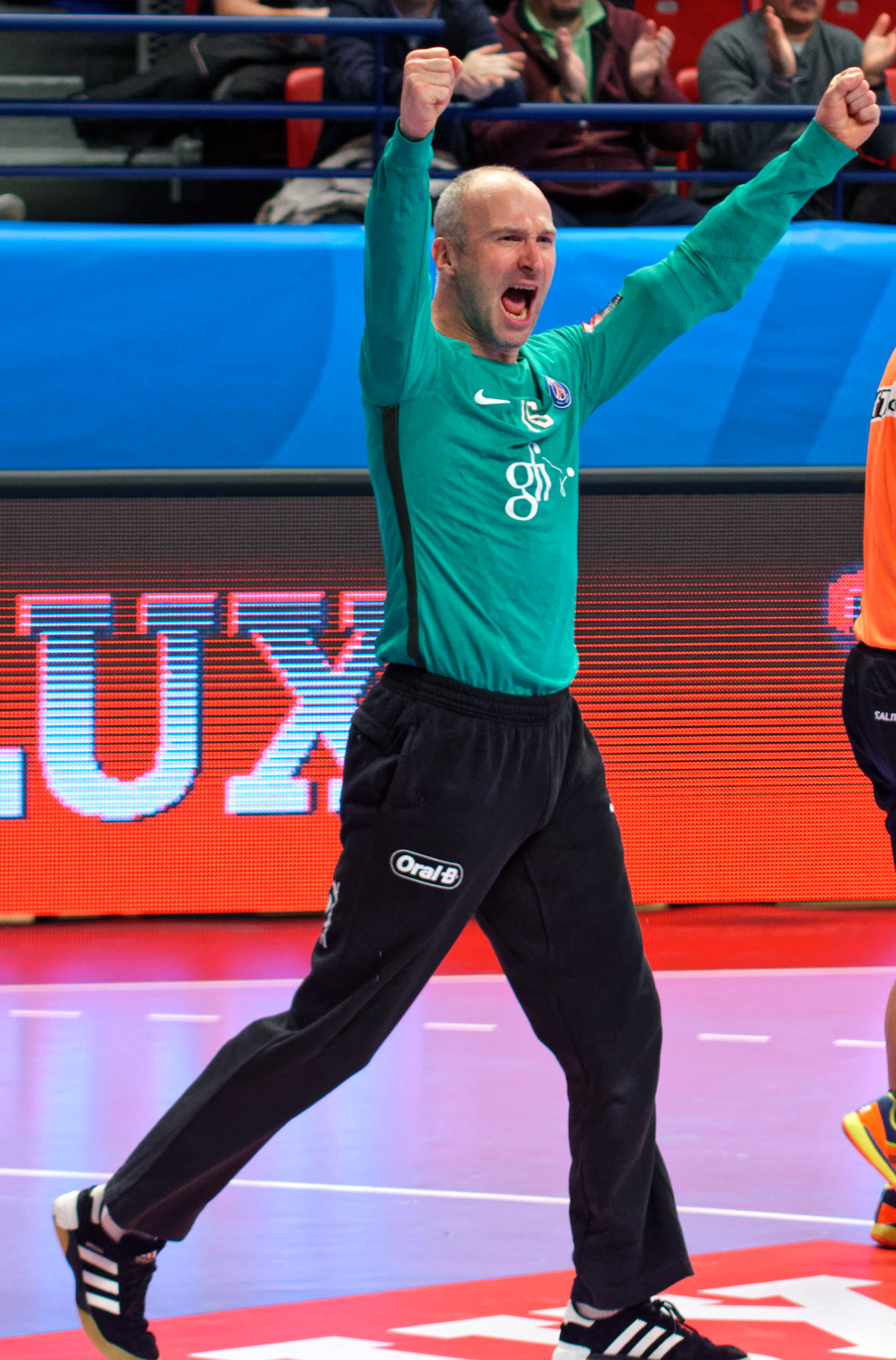
Thierry Omeyer est le meilleur gardien de but de la saison.

À l'issue du championnat, les meilleurs gardiens de but de la saison sont :
| #  | Joueur            | Club                     | Arrêts / Tirs | % arrêts | MJ | APM  | 7 m     |
| -- | ----------------- | ------------------------ | ------------- | -------- | -- | ---- | ------- |
| 1  | Thierry Omeyer    | Paris Saint-Germain      | 339 / 935     | 36,26 %  | 25 | 13,6 | 24 / 97 |
| 2  | Yann Genty        | Chambéry Savoie Handball | 282 / 863     | 32,68 %  | 26 | 10,8 | 18 / 94 |
| 3  | Kévin Bonnefoi    | Cesson Rennes MHB        | 273 / 808     | 33,79 %  | 25 | 10,9 | 16 / 72 |
| 4  | Vincent Gérard    | Montpellier Handball     | 268 / 766     | 34,99 %  | 26 | 10,3 | 16 / 69 |
| 5  | Mate Šunjić       | US Créteil               | 267 / 888     | 30,07 %  | 26 | 10,3 | 19 / 83 |
| 6  | Wesley Pardin     | Fenix Toulouse Handball  | 227 / 686     | 33,09 %  | 26 | 8,7  | 14 / 75 |
| 7  | William Annotel   | Dunkerque HGL            | 225 / 674     | 33,38 %  | 26 | 8,7  | 12 / 73 |
| 8  | Yassine Idrissi   | USAM Nîmes Gard          | 221 / 653     | 33,84 %  | 23 | 9,6  | 9 / 62  |
| 9  | Ole Erevik        | Pays d'Aix UCH           | 202 / 643     | 31,42 %  | 26 | 7,8  | 11 / 51 |
| 10 | Slaviša Đukanović | Saint-Raphaël VHB        | 195 / 553     | 35,26 %  | 26 | 7,5  | 15 / 61 |

## Bilan de la saison
| Tableau d'honneur de la saison 2015-2016   |                                     |                                                            |
| Compétition                                | Vainqueur                           | Commentaire                                                |
| Championnat de France                      | Paris Saint-Germain                 | 3e victoire                                                |
| Coupe de France                            | Montpellier Handball                | 13e victoire                                               |
| Coupe de la Ligue                          | Montpellier Handball                | 10e victoire                                               |
| Trophée des champions                      | Paris Saint-Germain                 | 2e victoire                                                |
| Bilan en coupes d'Europe 2015-2016         |                                     |                                                            |
| Compétition                                | Qualifiés                           | Commentaire                                                |
| Ligue des champions                        | Paris Saint-Germain                 | 3e place                                                   |
| Ligue des champions                        | Montpellier Handball                | éliminé en 8e de finale                                    |
| Coupe de l'EHF                             | HBC Nantes                          | finaliste                                                  |
| Coupe de l'EHF                             | Chambéry SH                         | 4e place                                                   |
| Coupe de l'EHF                             | Saint-Raphaël VHB                   | éliminé en 1/4 de finale                                   |
| Qualifications européennes 2016-2017       |                                     |                                                            |
| Compétition                                | Qualifiés                           | Commentaire                                                |
| Ligue des champions, poule haute           | Paris Saint-Germain                 | Champion de France                                         |
| Ligue des champions, poule basse           | Handball Club de Nantes             | 3e du championnat                                          |
| Ligue des champions, poule basse           | Montpellier Handball                | Vainqueur de la coupe de la Ligue et de la coupe de France |
| Coupe de l'EHF                             | Saint-Raphaël Var Handball          | 2e du championnat                                          |
| Coupe de l'EHF                             | Chambéry Savoie Mont-Blanc Handball | 5e du championnat (invité)                                 |
| Coupe de l'EHF                             | Union sportive de Créteil handball  | 6e du championnat (invité)                                 |
| Promotions et relégations                  |                                     |                                                            |
| Relégués en Championnat de France de D2    | Chartres Métropole Handball 28      | Après 1 saison en D1                                       |
| Relégués en Championnat de France de D2    | Tremblay-en-France Handball         | Après 11 saisons en D1                                     |
| Promu : Champion de France de D2           | Union sportive municipale de Saran  | Champion de D2 dès sa 1re saison                           |
| Promu : Vainqueur des barrages d'accession | Sélestat Alsace Handball            | Après une saison en D2                                     |

### Qualifications sur dossier en coupes d'Europe
Les clubs qualifiés pour la Coupe de l'EHF ont la possibilité de déposer un dossier auprès de l'EHF pour prendre part à la Ligue des champions. Les trois clubs français concernés, le Saint-Raphaël VHB (vice-champion de France), le HBC Nantes (3e du championnat), ainsi que le Montpellier Handball (vainqueur de la coupe de la Ligue et de la coupe de France) ont ainsi fait une demande.
En tout, douze formations issues de 10 championnats européennes ont fait une demande pour obtenir une invitation et la Fédération européenne de handball a décidé de retenir les dossiers du Montpellier Handball et du HBC Nantes, tous deux retenus en poule basse de la Ligue des champions, tandis que le Saint-Raphaël VHB, vice-champion de France, reste en Coupe de l'EHF,.
De même, les clubs non qualifiés pour la Coupe de l'EHF ont la possibilité de déposer un dossier auprès de l'EHF pour prendre part à la compétition. Ainsi, les dossiers du Chambéry SH (5e du championnat) et de l’US Créteil (6e du championnat) ont été retenus pour participer à la Coupe de l'EHF.
| Équipe               | Statut                                                     | Décision                                                     |
| -------------------- | ---------------------------------------------------------- | ------------------------------------------------------------ |
| Saint-Raphaël VHB    | 2e du Championnat de France                                | Non retenu en Ligue des champions, reversé en Coupe de l'EHF |
| HBC Nantes           | 3e du Championnat de France                                | : retenu en poule basse de la Ligue des champions            |
| Montpellier Handball | Vainqueur de la coupe de la Ligue et de la coupe de France | : retenu en poule basse de la Ligue des champions            |
| Chambéry SH          | 5e du Championnat de France                                | : retenu en Coupe de l'EHF                                   |
| US Créteil           | 6e du Championnat de France                                | : retenu en Coupe de l'EHF                                   |